# Ingrid Daubechies
Ingrid Chantal, baronne Daubechies , née le 17 août 1954, à Houthalen en Belgique, est une physicienne et mathématicienne belge, naturalisée américaine en 1996. Elle est connue pour ses travaux autour des ondelettes et de la compression d'image.
Daubechies est reconnue pour son étude de méthodes mathématiques améliorant les technologies de compression d'images. Elle est membre de l'académie nationale d'ingénierie des États-Unis , de l'académie nationale des sciences  des États-Unis et de l'académie américaine des arts et des sciences . Elle a obtenu une bourse MacArthur en 1992. De 2011 à 2013, elle a également fait partie du jury du Prix Infosys pour les sciences mathématiques. En 2015, elle est devenue membre de l'Academia Europaea.
Son nom est associé à la famille orthogonale d'ondelettes de Daubechies et à la famille biorthogonale d'ondelettes de Cohen-Daubechies-Feauveau (en). Une ondelette de cette famille est utilisée dans la norme JPEG 2000.
Sa recherche utilise des méthodes automatiques issues des mathématiques et de la biologie pour extraire des informations à partir d'échantillons d'os ou de dents. Elle a aussi contribué à développer des techniques sophistiquées de traitement d'image employées pour authentifier et dater des œuvres d'art parmi les plus célèbres au monde, dont des tableaux de van Gogh et Rembrandt.
Daubechies fait partie du comité de direction de l'organisation Enhancing Diversity in Graduate Education (en), un programme destiné à soutenir les femmes entreprenant des études supérieures en mathématiques. Elle fut la première femme présidente de l'Union mathématique internationale (de 2011 à 2014).

## Biographie
Elle a effectué ses études universitaires à la Vrije Universiteit Brussel, où elle obtient son doctorat en physique en 1980. Elle part ensuite aux États-Unis, en tant que chercheur post-doctoral, puis revient en tant qu'enseignante à la Vrije Universiteit Brussel, au département de physique théorique. Son travail portait sur des opérateurs de physique quantique. Elle s'installe définitivement aux États-Unis en 1987, employée d'abord aux Laboratoires Bell, puis obtient un poste de professeur à Princeton en 1994, première femme à y occuper une telle position en mathématiques.
En 2024, elle élue membre de la Royal Society.

## Travaux
Son domaine d'études porte principalement sur la transformée en ondelettes avec des applications comme l'imagerie médicale, la détection des ondes gravitationnelles, le cinéma numérique, le codage numérique.
Son travail le plus connu est la construction d'ondelettes à support compact en 1988, propriété essentielle pour l'utilisation numérique pratique de ce type d'outil. Son nom a été donné aux ondelettes de Daubechies, utilisées dans le standard JPEG 2000.
Parmi ses mentors, elle cite Alex Grossmann, John Klauder (de) et Yves Meyer.

## Prix et distinctions
Elle est élue à l'Académie américaine des arts et des sciences en 1993 et à l'Académie nationale des sciences en 1998 où elle sera par ailleurs la première femme à se voir décerner le prix de mathématiques (en 2000). Elle est aussi élue comme membre étranger de l'Académie des sciences (France) en 2009. Elle a reçu le prix Ruth-Lyttle-Satter en 1997 et en 2005, elle est docteur honoris causa de l'université Pierre-et-Marie-Curie (UPMC). En 2005 elle est lauréate de la Conférence Sofia Kovalevskaïa décernée par la Society for Industrial and Applied Mathematics (SIAM) conjointement avec l'Association for Women in Mathematics (AWM). Elle a donné une conférence Noether en 2006 puis une conférence von Neumann en 2011. En 2008, l'université de Hasselt lui accorde le titre de docteur honoris causa.
Le 1er janvier 2011, elle devient la première femme à prendre la présidence de l'Union mathématique internationale.
Elle bénéficie d'une faveur nobiliaire accordée par le roi Philippe, sous la forme d'une concession de noblesse personnelle et du titre personnel de baronne, en 2014 ,.
En 2015, elle est lauréate de la Conférence Gauss.
En mars 2016, son nom est donné à l'astéroïde aréocroiseur (42609) Daubechies.
En 2019, elle reçoit le prix l'Oréal-Unesco pour les femmes et la science pour sa contribution exceptionnelle au traitement numérique de l’image et du signal et figure dans la première liste Inspiring Fifty pour la Belgique.
En 2020, elle reçoit le prix Princesse des Asturies (catégorie Recherche scientifique et technique) conjointement avec Yves Meyer, Terence Tao et Emmanuel Candès.
En 2023, elle reçoit le prix Wolf de mathématiques pour ses travaux sur la théorie des ondelettes et l'analyse harmonique appliquée. Daubechies devient la première femme à recevoir ce prix.
Elle reçoit en 2025 la National Medal of Science